# 布达拉宫广场

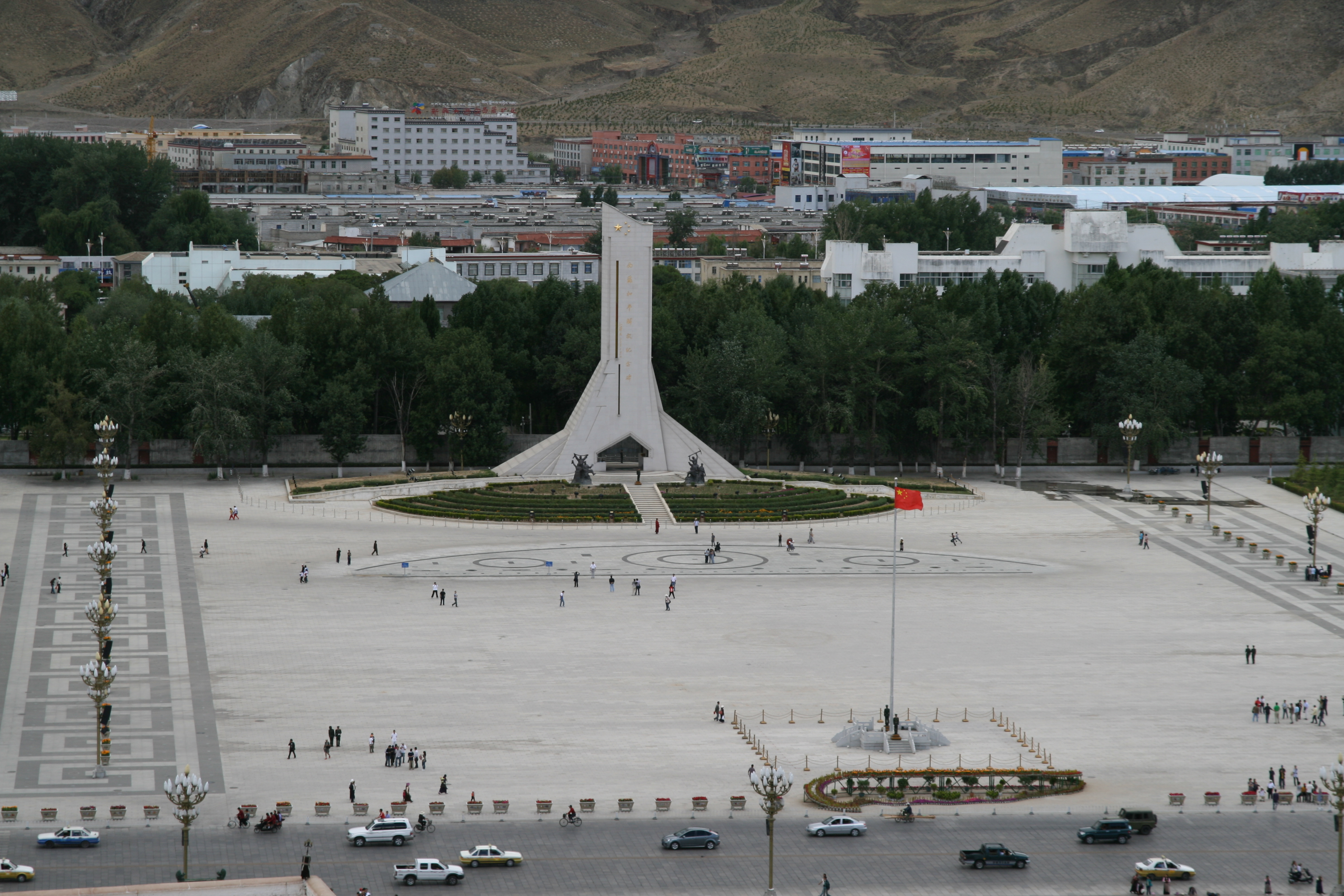
从布达拉宫眺望布达拉宫广场，可见北侧的国旗台及南侧的西藏和平解放纪念碑。

布达拉宫广场是中国西藏自治区拉萨市中心的一座大型广场，位于布达拉宫南侧，原名劳动人民文化宫广场。1995年，在原西藏劳动人民文化宫广场的基础上修建了布达拉宫广场，1995年8月，布达拉宫广场交由西藏劳动人民文化宫管理。2005年布达拉宫广场进行了改扩建。
布达拉宫广场北侧为北京中路，路北为布达拉宫。广场上靠北为中华人民共和国国旗旗台，靠南为西藏和平解放纪念碑。广场两侧各有六盏华灯。广场东面和西面均为大面积绿地，东面有人工湖。广场南侧为西藏自治区人民政府大院。

## 地理位置与基本特点
布达拉宫广场位于西藏自治区拉萨市的中心区域，北侧紧邻布达拉宫，南面是西藏劳动人民文化宫，东西方向延伸约600米，南北宽约400米，总面积达1.8万平方米，可容纳4万人。这里四季开放，全年适宜游玩，特别适合观光、休闲以及文化活动的体验。
广场的设计注重多样化功能，包括观光区域、集会空间和休闲娱乐设施，周围分布有图书馆、儿童乐园、市场等，是拉萨市民和游客共享的开放场地。

## 建设与发展历程

### 初期建设
广场的建设始于1994年，是西藏自治区重点规划的基础设施之一。整个工程耗资1.13亿元，历时不到一年便完成，并于1995年正式开放，标志着拉萨迈向现代城市规划的新起点。

### 扩建与改造
布达拉宫广场于2005年进行了大规模扩建和优化。此次布达拉宫广场扩建的范围是从广场国旗中轴线向西扩建，直至药王山脚下。总占地面积约15．5公顷，总投资1．5亿元。改扩建工程主要是对广场东区园林景观进行改造，对中心广场进行扩建，新建西区园林景观及道路，新建人工湖、白塔广场、小广场、音乐喷泉广场、雕塑广场和文化浮雕墙等。扩建后的广场占地面积由原来的11万平方米增至18万平方米，新增的近7万平方米的绿地草坪均采用自动喷灌系统。
为了维护广场内的历史遗迹，改造工程采取“修旧如旧”的方式。例如，保留了达扎鲁恭记功碑的原始位置，同时对其周边环境进行了美化。白塔周围新增了白塔广场，营造出更加突出的视觉效果。
经年累月，布达拉宫周边水系存在污泥淤积、管道堵塞等影响景观和水质的问题。2020年，对布达拉宫周边水系进行了再次修缮改造，布达拉宫周边水系改造工程是从娘热路与当热路交叉口中干渠引水，供给龙王潭公园、布达拉宫广场水池、班禅小院、铜牛公园、罗布林卡，工程全长约10.9公里。其中新建水系2121平方米。改造工程主要包括水系连通工程、截污工程、驳岸修复工程、景观提升改造及水生态修复工程、清淤工程、防渗工程、绿化工程、智慧水务工程、灌溉工程及其他附属工程。

### 亮点与创新
布达拉宫广场改造的一大亮点是水系的重建工程，水系从龙王潭引水到东部湖区，再通过清水管道引到西部水系中，然后再流到班禅小楼的人工湖中，这样，整个水系就形成了良好的活性循环体系。整个水系就形成了良好的活性循环体系。实现了活水循环，使广场环境更加清新自然。同时，新增的浮雕墙成为广场的文化标志之一，浮雕由西安美术学院设计，共13幅。中间的主浮雕长90米，展现西藏的过去、现在和未来，以及西藏的文化、宗教、民族、生活等方方面面的情景，其画面形象逼真，气势如宏，以壮丽的历史画卷讲述西藏的过去与未来。

## 特色景观与功能
布达拉宫广场无论白天还是夜晚都各具魅力。白天，白鸽翩然起舞，为人群增添了活泼的氛围。夜晚，布达拉宫广场音乐喷泉是拉萨的网红景点。伴随着悠扬动听的音乐，形式多样的喷水造型和色彩丰富灯光效果，喷起落下构成色彩斑斓的水帘，时而直冲天际，时而化成莲花状，勾勒出一个光怪陆离、美轮美奂的布达拉宫夜晚。伴随着经典的藏族旋律，将广场变成一个充满活力的表演场所。
广场南端耸立着西藏和平解放纪念碑，这座纪念碑高达37米，纪念碑总高37米，主体以灰白色为主色调，造型为抽象化的珠穆朗玛峰，挺拔的造型透露出一种高耸入云的气势和与天地同在的永恒。该碑为2001年西藏和平解放50周年时所建，碑名由时任中共中央总书记的江泽民同志亲笔题写，时任中央政治局常委、国家副主席胡锦涛同志于2001年7月18日亲自参加了奠基仪式。以珠穆朗玛峰为灵感的抽象设计象征着西藏和平解放的伟大历程。其独特造型和铭文设计，展示了与天地共存的庄严感。
布达拉宫广场西口的药王山观景台，是拍摄布达拉宫的最佳位置。现行流通的50元人民币背面的图案就是在此拍摄。

## 象征意义与影响
布达拉宫广场不仅是西藏自治区的文化地标，也是改革开放成果的集中体现。这里是市民休闲、集会和庆祝活动的首选场地，同时也向世界展示了拉萨的独特魅力与发展成就。
无论是俯瞰巍峨的布达拉宫，还是漫步于广场的喷泉旁，每一位到访者都能在这里感受到历史与现代交融的震撼与美好。

## 照片集

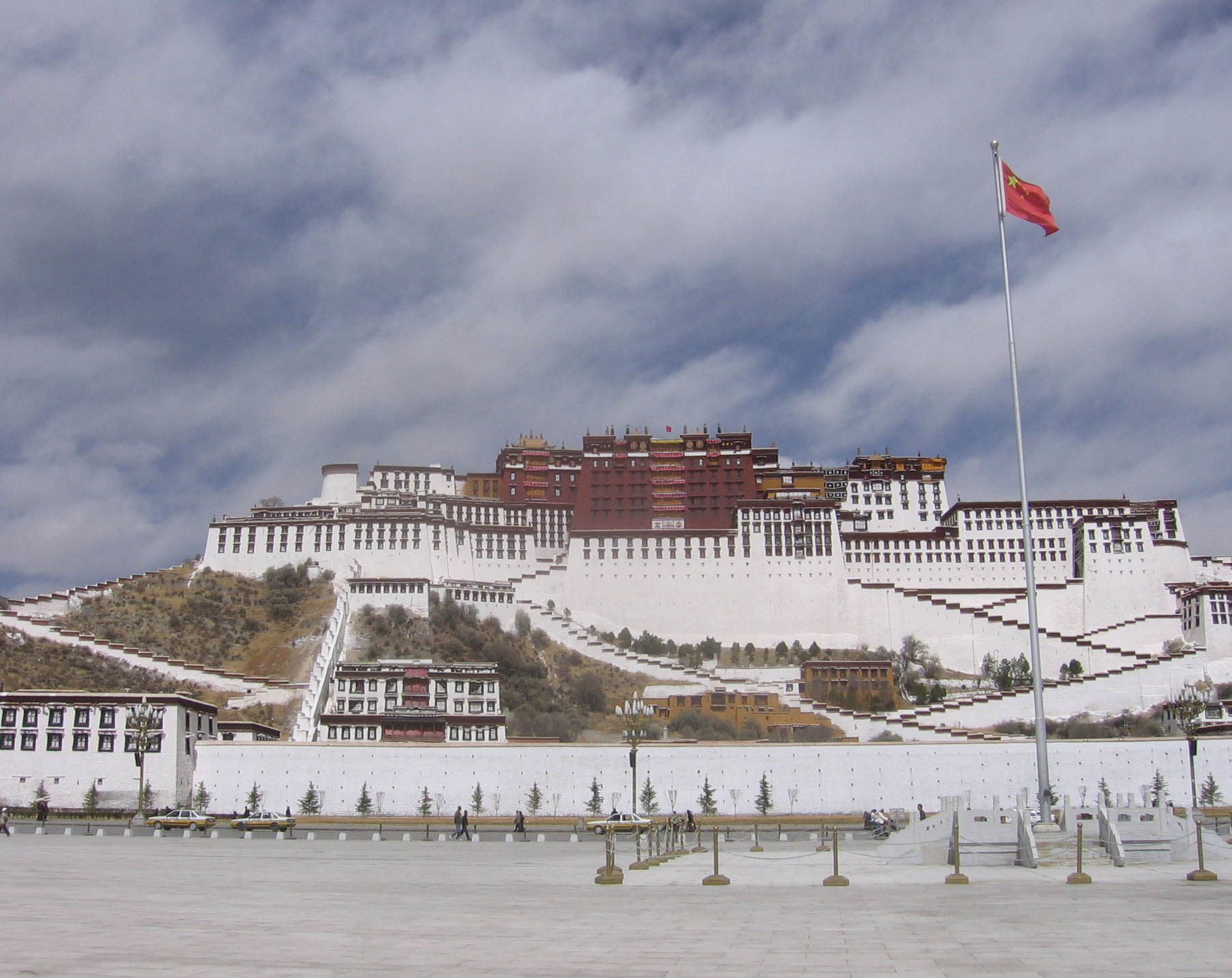
从广场远望布达拉宫
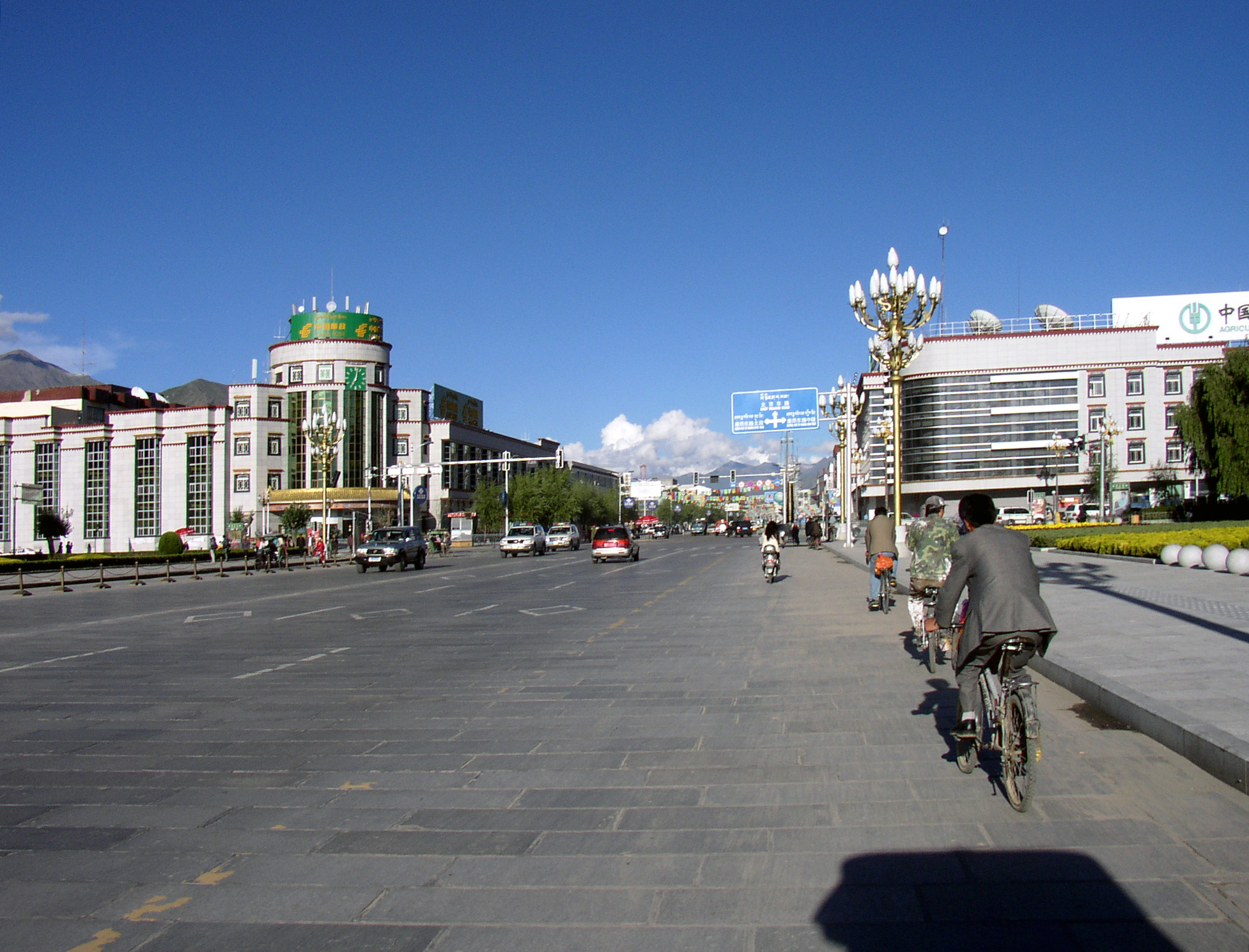
布达拉宫脚下的北京中路，图右为广场东侧绿地以北的小块绿地，图左为布达拉宫
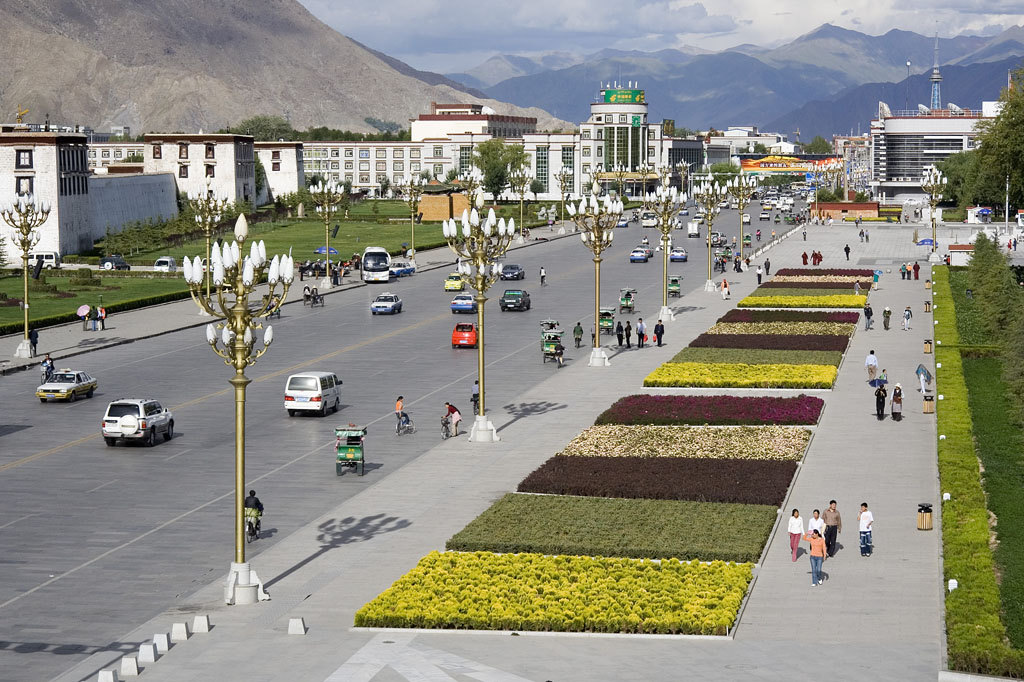
布达拉宫脚下的北京中路，图右为广场西侧绿地以北的小块绿地，图右中上部为广场北部，图左为布达拉宫
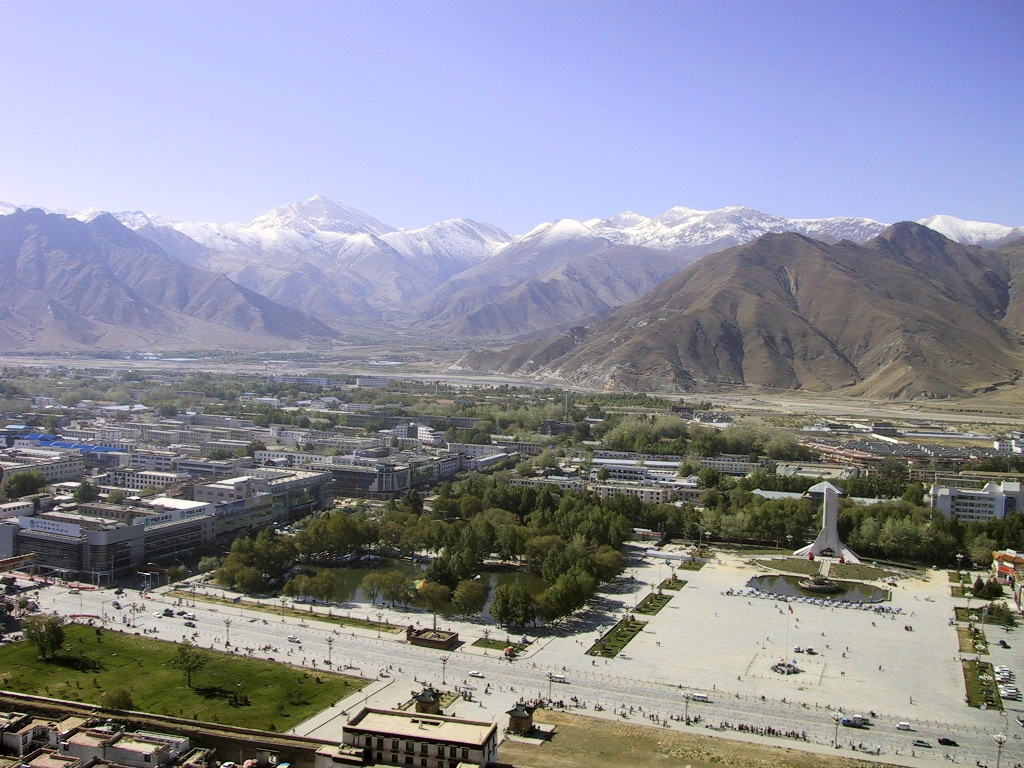
从布达拉宫眺望广场，图中左侧为广场东侧的人工湖
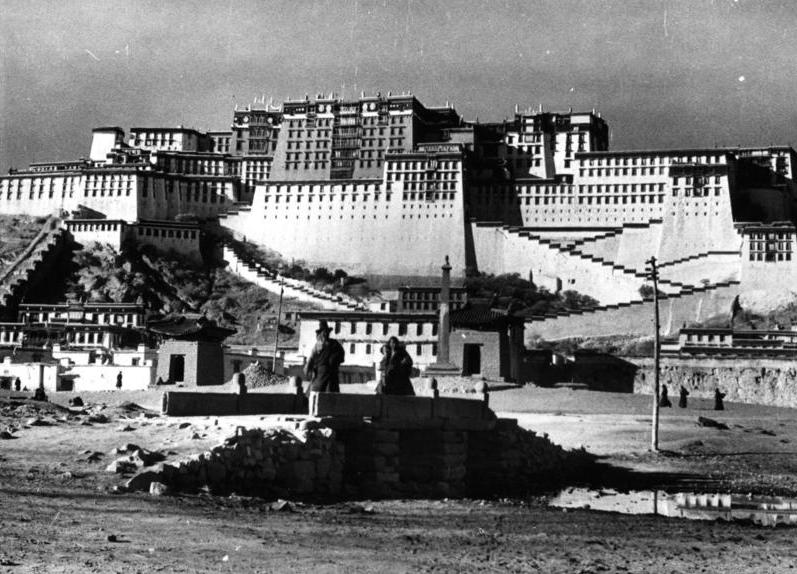
1938年至1939年布达拉宫南侧，当时尚无广场
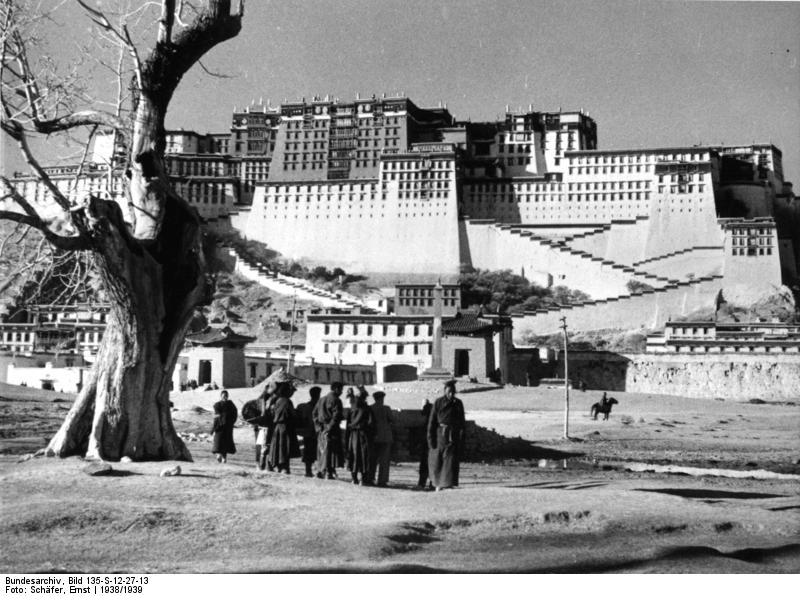
1938年至1939年布达拉宫南侧，今广场附近的大树
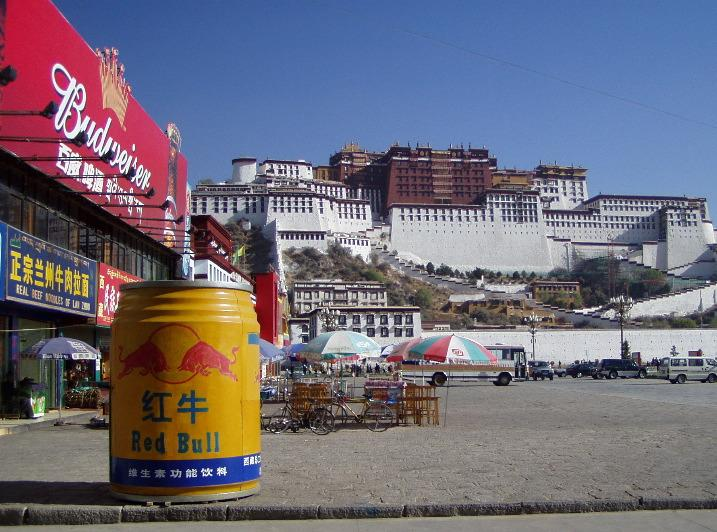
2004年布达拉宫广场西侧的红牛能量饮料广告模型
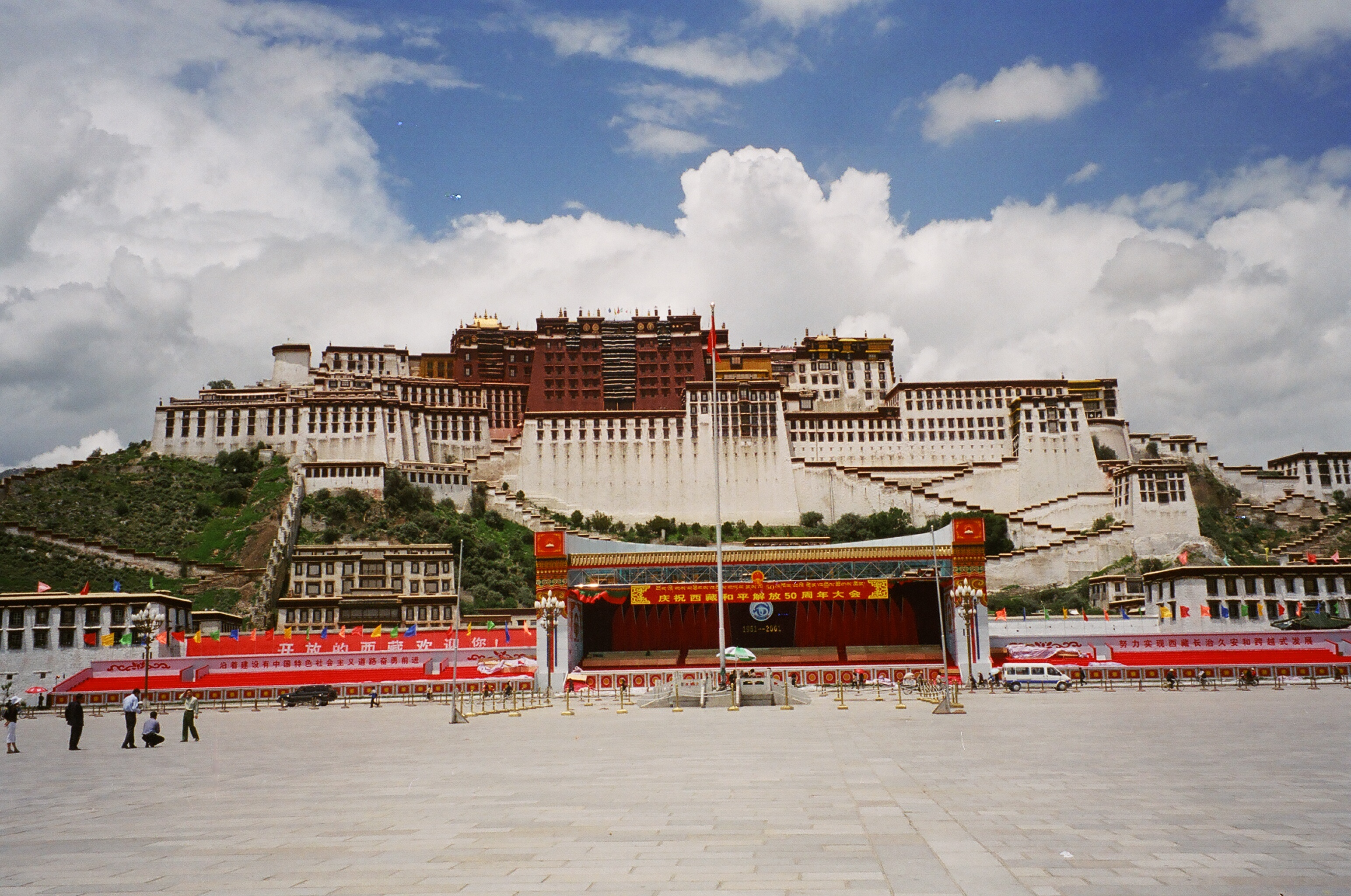
2001年在广场上召开的庆祝西藏和平解放50周年大会会场
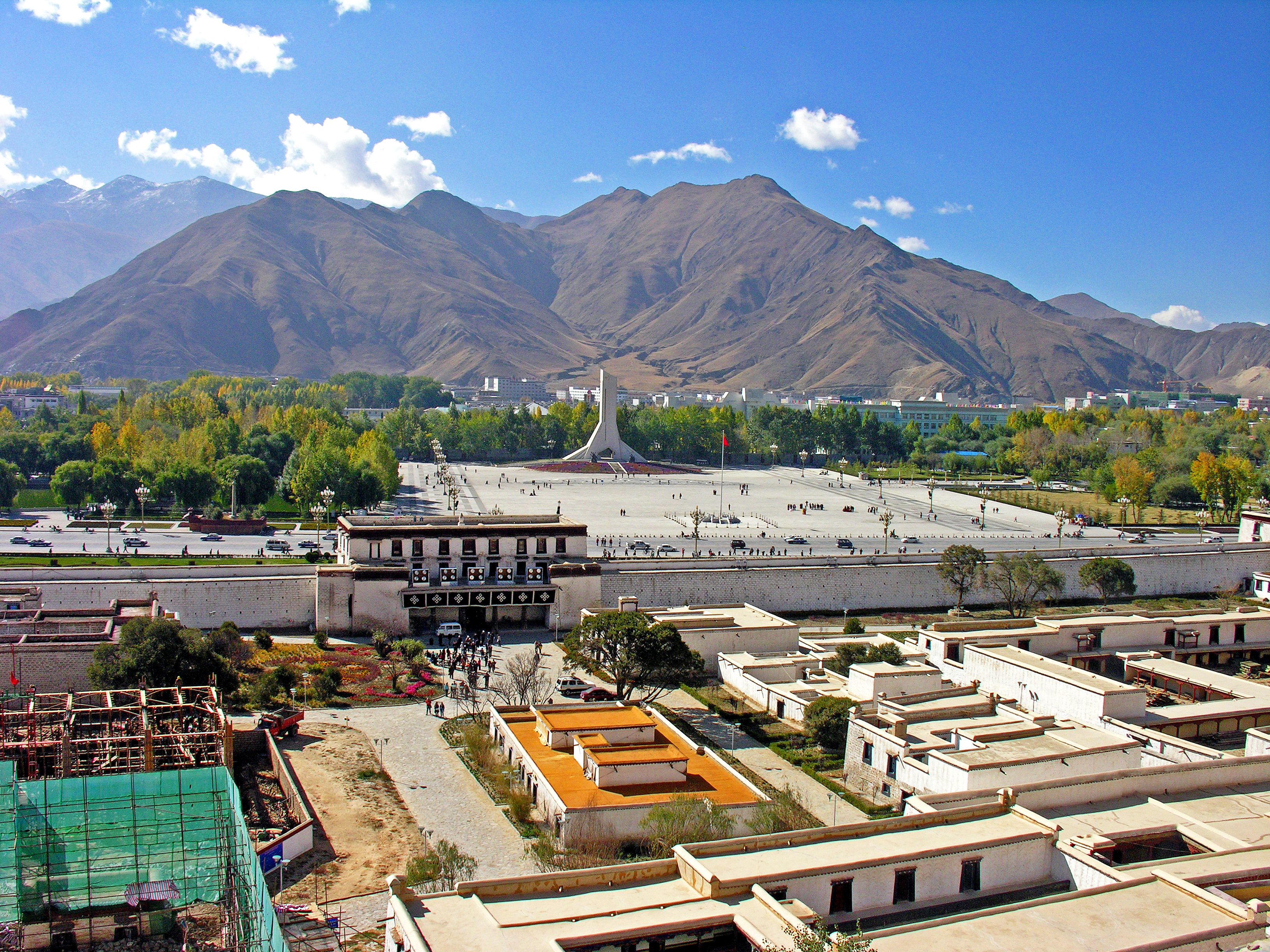
从布达拉宫眺望广场，图中下方为雪城
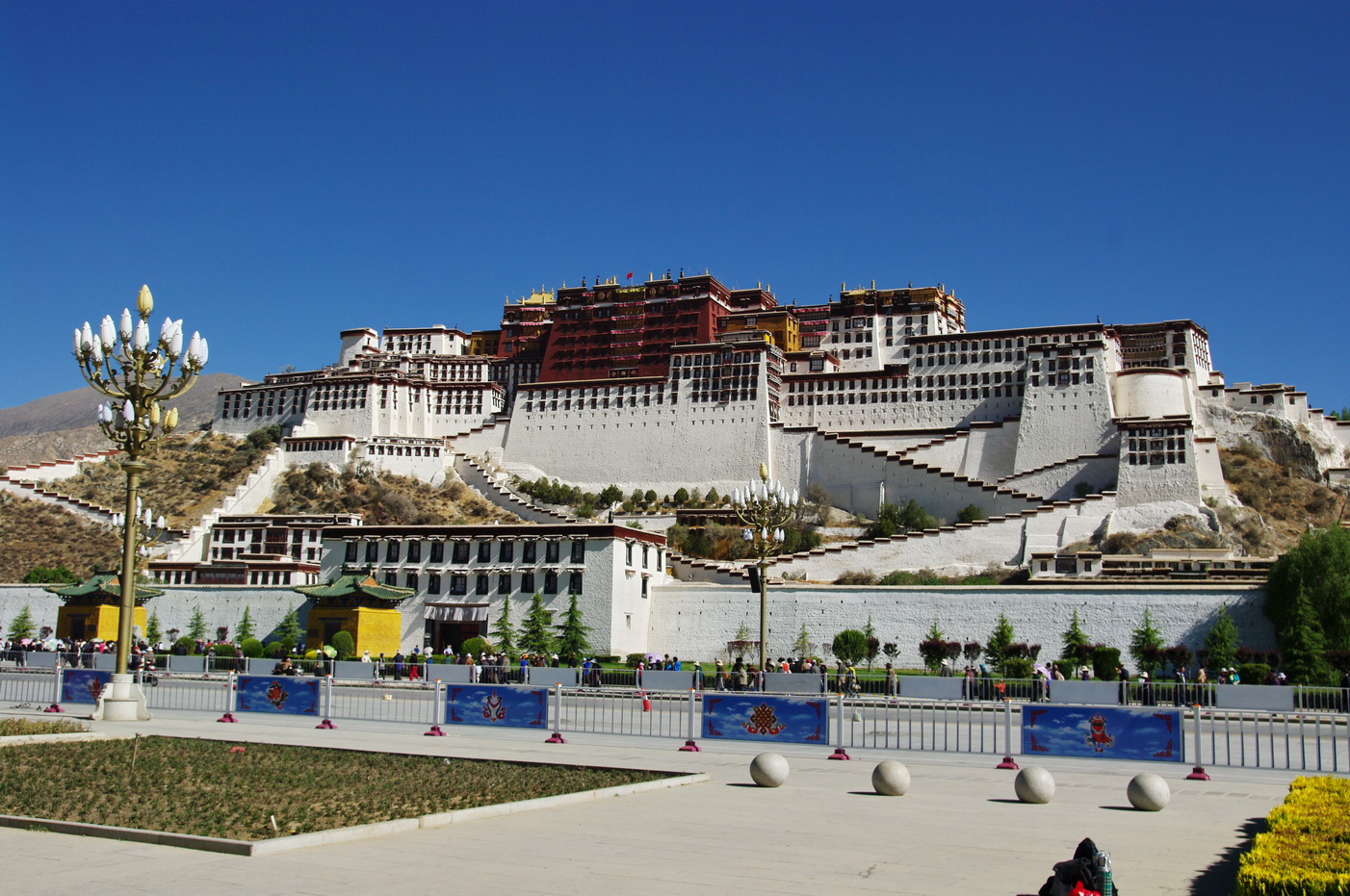
从广场远望布达拉宫